# Роберт II (герцог Бургундії)
Роберт II (фр. Robert II; нар. 1248 — пом. 21 березня 1306) — герцог Бургундії у 1272–1306 роках, титулярний король Фессалонік.

## Біографія
Походив з династії Капетингів. Син Гуго IV, герцога Бургундії, та Іоланди де Дрьо. Народився у 1248 році, його мати померла невдовзі після народження Роберта. Здобув класичну лицарську освіту.
У 1272 році, оскільки його старші брати на той час померли протягом 1266–1268 років, повинен був успадкувати Бургундію. Проте претензії на герцогство висунули чоловіки небог Роберта — Роберт, граф Неверський, та Роберт, граф Клермон. Боротьба тривала з успіхом для Роберта II.
Наприкінці 1272 року разом з Філіппом I, графом Савої, Оттоном IV, пфальцграфом Бургундії, впливовими феодалами Провансу виступив проти угоди між Рудольфом I, імператором Священної Римської імперії, з Карлом I Анжу, королем Сицилії та Неаполя, стосовно передачі королівства Арелат Карлу Кульгавому. У 1273–1280 роках був регентом Дофіне.
1277 року французький король Філіпп III затвердив Роберта новим герцогом Бургундії. Того ж року призначено великим камергером Франції. На цій посаді він став одним з двох розпорядників королівської скарбниці.
У 1279 році оженився з сестрою короля Франції. У 1280 році було укладено договір з Оттоном IV, пфальцграфом Бургундії, щодо шлюбу між їх малолітніми дітьми. Проте його не було виконано через раптову смерть старшого сина Роберта II.
У 1284 році імператор Рудольф I Габсбург надав Роберту II права на графство Дофіне. На початку 1285 року брав участь у поході Філіппа III проти Арагону. Втім 1285 року проти цього виступив французький король Філіпп IV. Війна тривала до 1286 року, яка завершилася відмовою герцога Бургундії від прав на Дофіне в обмін на 20 тис. турських ліврів.
Водночас стає пером Франції та до 1288 року приєднав сеньйорії Треффор, Меллесе, Понтарльє, Ревермон. У 1289 році успадкував від зведеного брата Гуго, віконат Авалона. У 1294 році Філіпп, дофін В'єнський, визнав зверхність Роберта II. Того ж року стає королівським лейтенантом.
У 1297 році очолив посольство до папи римського Боніфація VIII стосовно відновлення миру з королем Філіппом IV. 1298 року під егідою останнього брав участь в англо-французьких перемовинах, що завершилися угодою Монтрей, що завершила протистояння Англії та Франції. 1299 роках разом з Жаном II, герцогом Бретані, супроводжував французьку принцесу Маргарет, яка вийшла заміж за Едуарда I, короля Англії.
У 1297, У 1302 та 1306 роках брав участь у війні проти фламандців на боці короля Франції. На початку 1306 року захворів й невдовзі помер, залишивши Бургундію сину Гуго під регентством дружини Агнес Французької.

## Родина
Дружина — Агнес (1260–1325), донька Людовика IX, короля Франції.
Діти:
- Жан (1279–1283)
- Маргарита (1285–д/н)
- Бланш (1288–1348), дружина Едуарда I, графа Савої
- Маргарита (1290–1315), дружина Людовика X, короля Франції та Наварри
- Жанна (1293–1348), дружина Філіппа, графа Мен, Валуа, Анжу
- Гуго (1294–1315), герцог Бургундії у 1306–1315 роках
- Ед (1295–1349), герцог Бургундії у 1315–1349 роках
- Марія (1298–д/н), дружина Едуарда I, граф Барського
- Людовик (1297–1316), князь Мореї, титулярний король Фессалонік
- Роберт (1302–1334)